# Mikuszewo
Mikuszewo (prononciation : [mikuˈʂɛvɔ], en allemand : Meinitz) est un village polonais de la gmina de Miłosław dans le powiat de Września de la voïvodie de Grande-Pologne dans le centre-ouest de la Pologne.
Il se situe à environ 6 kilomètres au sud-est de Miłosław (siège de la gmina), à 17 kilomètres au sud de Września (siège du powiat) et à 50 kilomètres au sud-est de Poznań (capitale régionale).
Le village possédait une population de 328 habitants en 2013.

## Histoire
De 1975 à 1998, le village faisait partie du territoire de la voïvodie de Poznań.

Depuis 1999, Mikuszewo est situé dans la voïvodie de Grande-Pologne.